# Kylian Hazard
Kylian Hazard (* 5. srpna 1995 La Louvière) je belgický profesionální fotbalista, který hraje na pozici křídelníka za belgický klub RWDM47, kde je na hostování z Cercle Brugge.
Oba jeho starší bratři Eden a Thorgan jsou profesionální fotbalisté.